# Eslavística
L'eslavística o els estudis eslaus són un tipus d'estudis d'àrea centrats a analitzar la cultura de les àrees amb llengües eslaves, relacionant la història, costums, arts, literatura i manera de pensar i veient com influeix en la vida de la gent d'aquella zona i en les altres comunitats veïnes. Com a disciplina acadèmica va néixer al final del segle xviii i va experimentar un auge a partir de la introducció progressiva dels estudis culturals a les universitats al segle xx.
Dins els estudis eslaus hi ha especialistes per països (com experts en Rússia o Polònia, per exemple) o també per subdisciplines, com la reconstrucció de les llengües eslaves antigues o la mitologia associada a aquests pobles. Fora del seu àmbit geogràfic, uns facultats amb molta trajectòria dins aquests estudis són la Universitat de Barcelona, la School of Slavonic and East European Studies de l'University College London, així com el Collegium Russicum, depenent del Vaticà. Un autor primerenc destacable és en Johann Christoph Jordan que el 1745 va publicar De Originibus Slavicis.